# Rolando Algandona
Rolando Algandona (La Chorrera, 12 de abril de 1989) es un futbolista que juega como defensa. juega para el Brasilia Fútbol Club en la Liga de Ascenso de Honduras.

## Selección nacional
Participó con la Selección de fútbol sub-20 de Panamá en la Copa Mundial de Fútbol Sub-20 de 2007. También formó parte del equipo en la Copa Oro 2011.

### Selecciones menores
| Copa                     | Sede   | Resultado      | Partidos | Goles |
| ------------------------ | ------ | -------------- | -------- | ----- |
| Campeonato Sub-20 2007   | Panamá | Subcampeón     | 6        | 0     |
| Copa Mundial Sub-20 2007 | Canadá | Fase de grupos | 3        | 0     |

## Clubes
| Club               | País     | Año           |
| ------------------ | -------- | ------------- |
| San Francisco      | Panamá   | 2007          |
| Zimbru Chisináu    | Moldavia | 2008          |
| San Francisco      | Panamá   | 2008-2012     |
| Sporting SM        | Panamá   | 2012-2014     |
| San Francisco      | Panamá   | 2014-2017     |
| CD Árabe Unido     | Panamá   | 2017-2019     |
| San Francisco      | Panamá   | 2020          |
| Veraguas CD        | Panamá   | 2021          |
| Veraguas United FC | Panamá   | 2022          |
| Herrera FC         | Panamá   | 2024          |
| Brasilia FC        | Honduras | 2025-presente |

## Palmarés

### Campeonatos nacionales
| Título           | Club                   | País   | Año    |
| ---------------- | ---------------------- | ------ | ------ |
| Primera División | San Francisco          | Panamá | 2009-A |
| Liga Panameña    | San Francisco          | Panamá | 2011-C |
| Liga Panameña    | Sporting San Miguelito | Panamá | 2013-C |
| Liga Panameña    | San Francisco          | Panamá | 2014-A |
| Copa Panamá      | San Francisco          | Panamá | 2015   |

- Datos: Q3940261